# Galeria Doria-Pamphilj
La galeria Doria-Pamphilj és un museu privat de Roma propietat de la família Doria Pamphilj Landi. Conté una col·lecció privada d'art.

## El palau
L'edifici, situat entre la via del Corso i la via della Gatta, data del segle XVI. Va pertànyer originàriament al cardenal Fazio Santoro, abans de passar a la Della Rovere després, a principis del segle xvii, al cardenal Pietro Aldobrandini. El palau forma llavors part del dot d'Olimpia Aldobrandini.
El 1647, aquesta última, vídua de Paolo Borghèse, es casa amb el príncep Camillo Pamphilj, nebot del papa Innocenci X i li aporta l'actual palau, que encara forma part de l'herència de Pamphilj al segle XXI. El palau s'amplia amb una nova ala, l'"Apartament nou", situat davant del Col·legi Romà, a l'emplaçament de l'actual palau. Els plànols són encarregats a l'arquitecte Antonio del Grande. Al segle xviii, el palau serà renovat per Gabriele Valvassori.
El palau va ser dissenyat gairebé des del principi per permetre l'exposició de les col·leccions al públic. La disposició actual de les pintures és fruit d'un pla del segle xviii, trobat als arxius familiars i posat en pràctica als anys noranta.

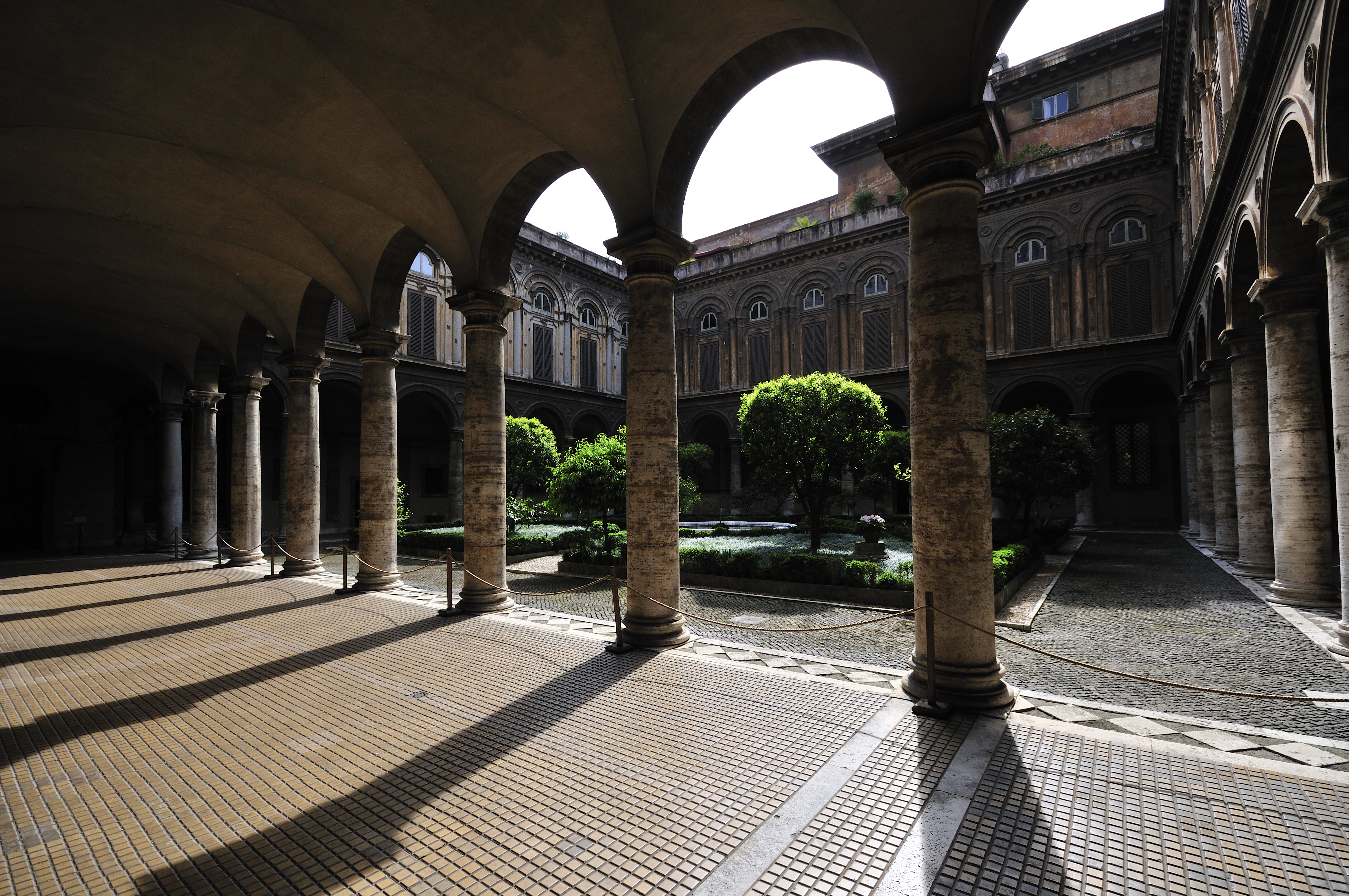
pati
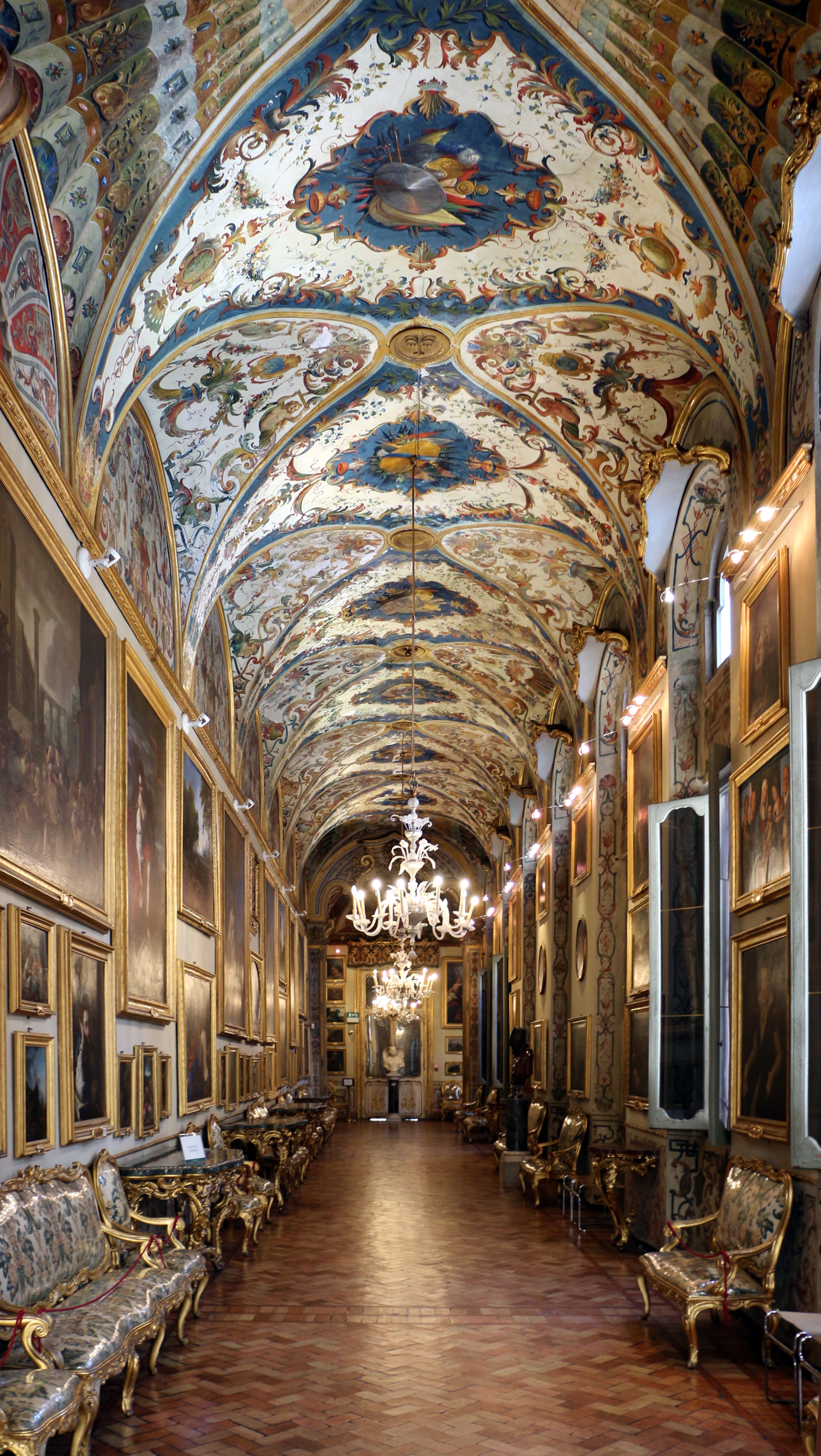
Una de les galeries
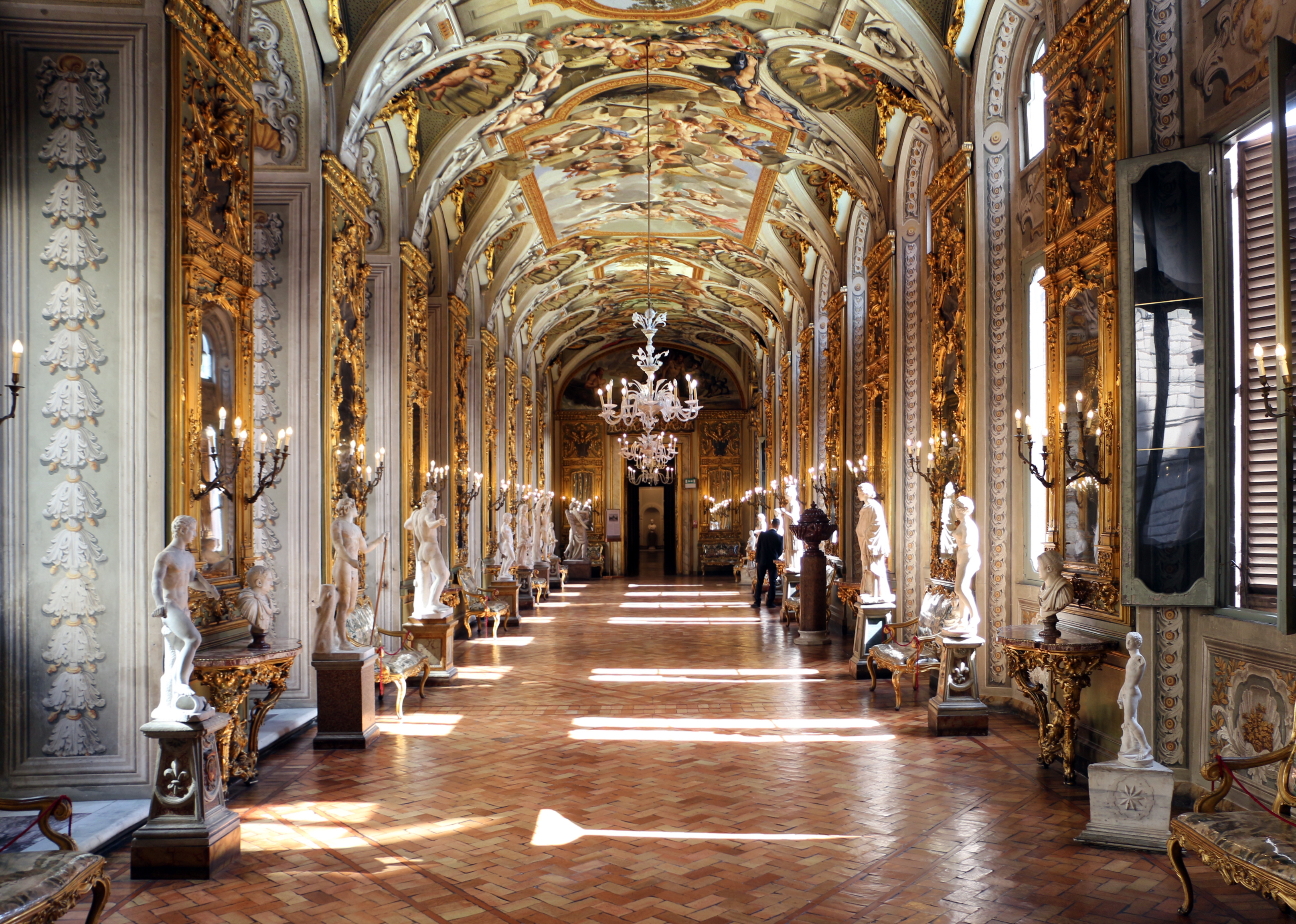
Sala dels Miralls
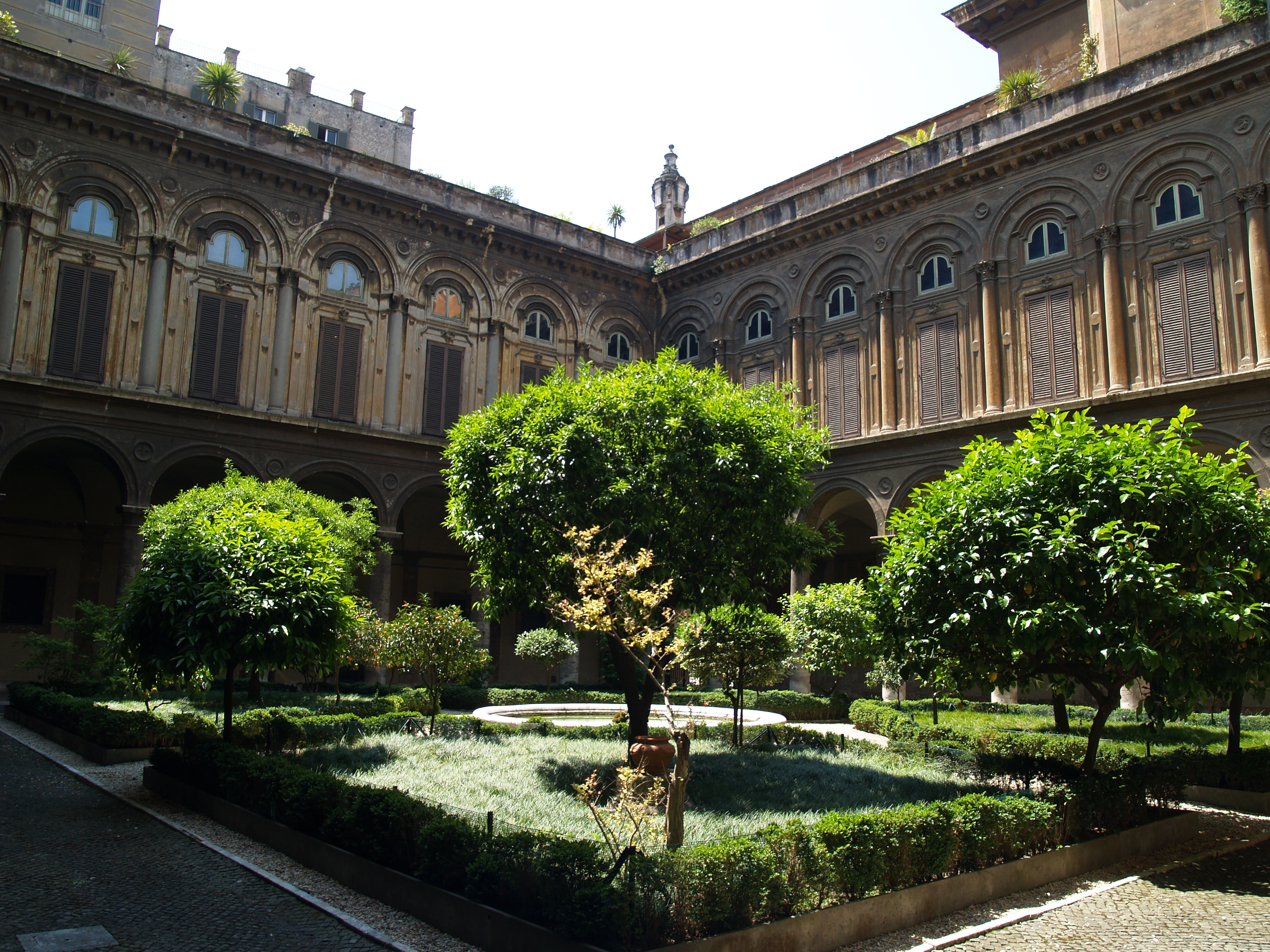
pati
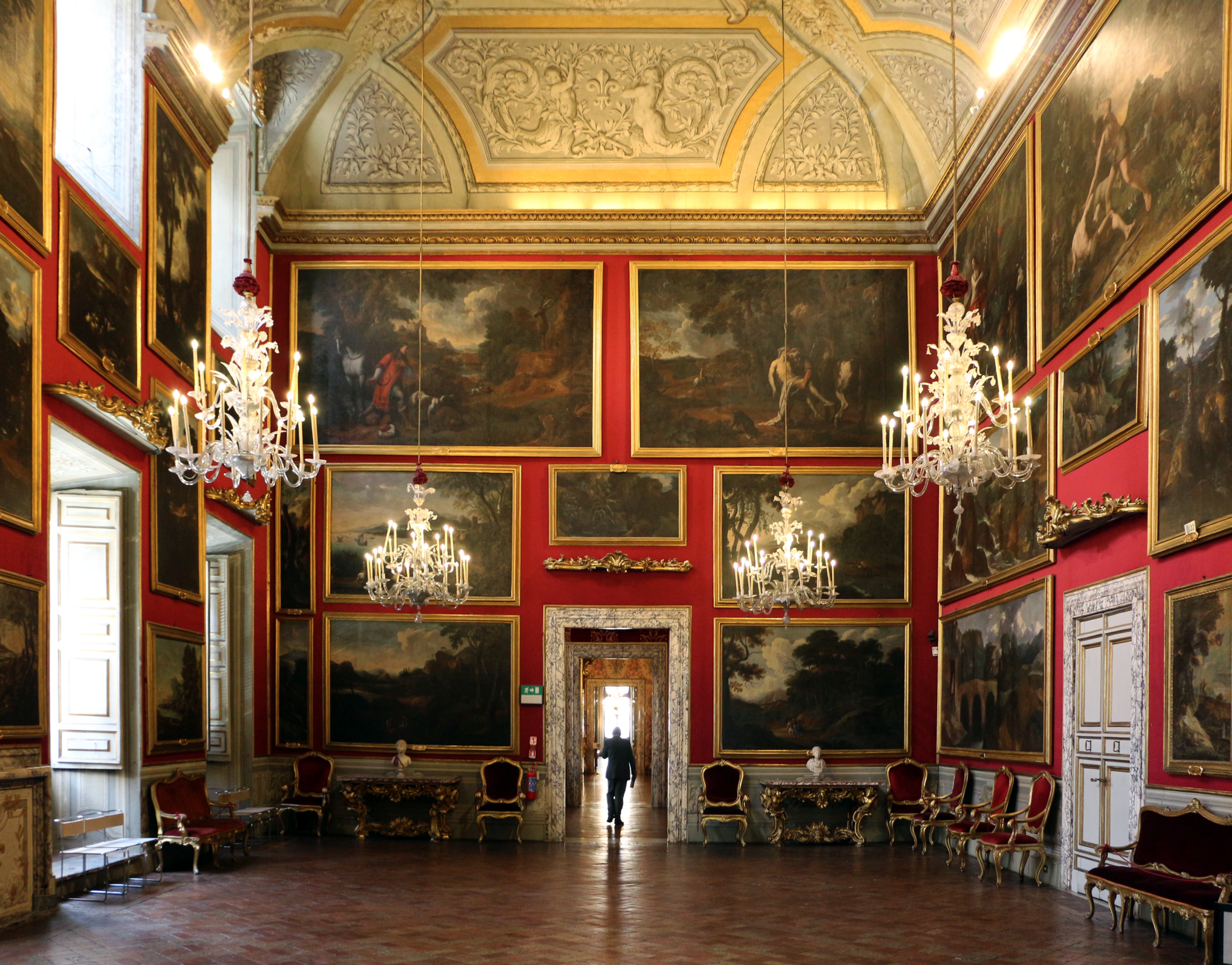
Habitació Poussin

## Les col·leccions

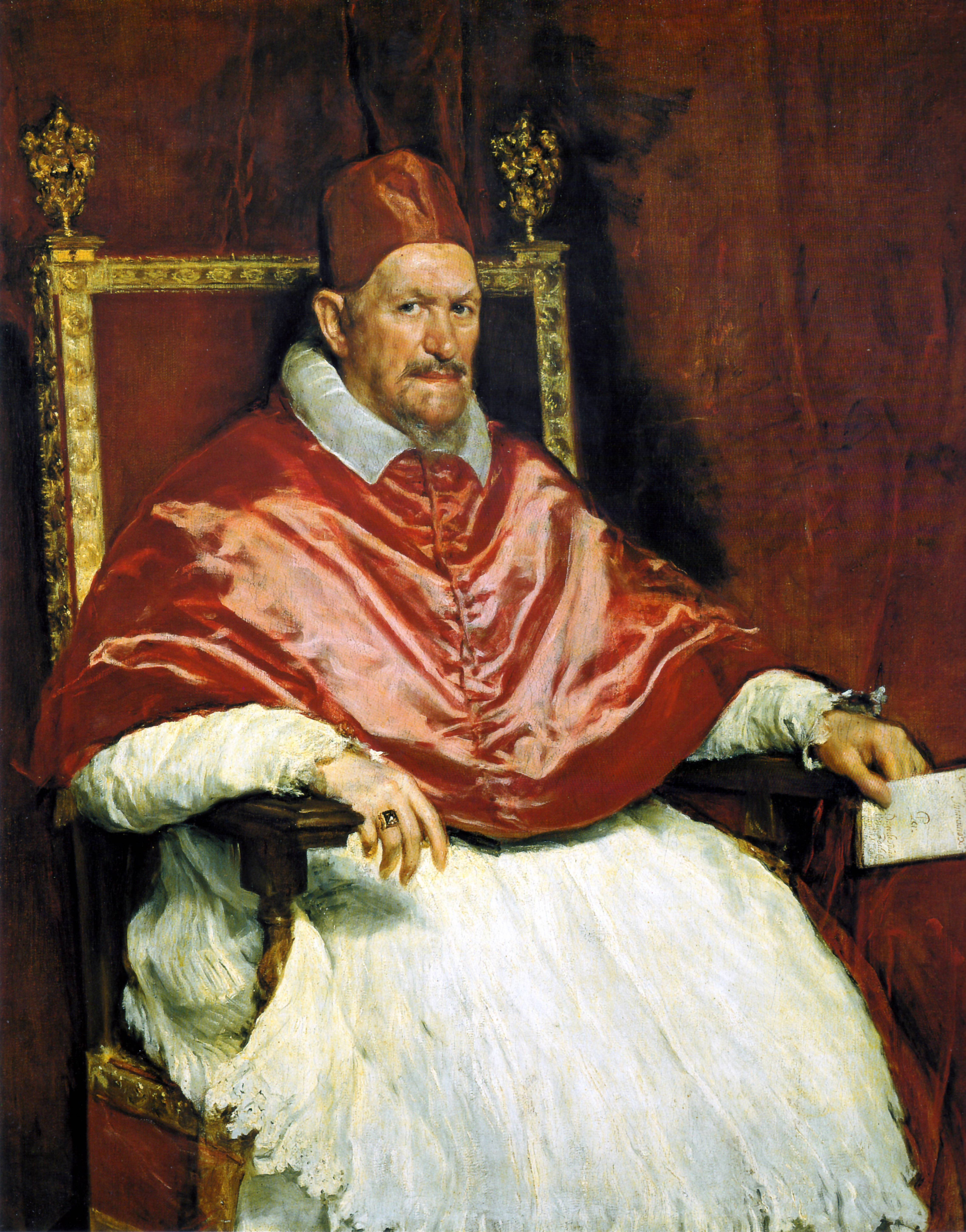
Retrat d'Innocenci X, un papa Pamphilj, de Diego Velázquez, conservat a la Galeria.

El cor de les col·leccions està format pel llegat Aldobrandini, compartit entre Gianbattista Pamphilj i Gianbattista Borghese (aquesta part del llegat alimenta la Galeria Borghese), els dos fills d'Olimpia Aldobrandini. Es va complementar amb les obres comprades pel príncep Camillo i els seus successors, en particular el seu fill el cardenal Benedetto Pamphilj. Les col·leccions estan protegides per dos fideïcomisos que prohibeixen la dispersió de béns: el primer, per Innocenci X el 1651; el segon, al costat d'Aldobrandini.
Les col·leccions es presenten segons la modalitat de presentació vigent al segle XVIII: diverses pintures se superposen en 2, 3, 4 o fins i tot 5 nivells, en galeries llargues sovint més estretes que els espais dels museus moderns. No hi ha cartells, amb una (rara) excepció. El marc del quadre porta el nom de l'artista, les dates i un número d'inventari. Aquest plantejament respecta l'esperit i la forma de les antigues col·leccions privades, a costa d'una certa incomoditat per al visitant modern.

### Alguns treballs presentats
- Algarde: bust de Benedetto Pamphilj, bust d'Olimpia Pamphilj
- Bernini: bustos d'Innocenci X (dues còpies fetes amb uns dies de diferència)
- Carracci:
  - Magdalena penitent
  - Sant Jeroni
  - Paisatge amb la fugida a Egipte
- Claude Lorrain: 4 teles:
  - Paisatge amb figures que ballen
  - Paisatge amb Diana, Cefeu i Procri
  - Vista de Delfos amb processó
  - Paisatge amb Apol·lo i Mercuri volant el ramat d'Admete
- Guercino:
  - Erminia troba Tancred ferit
  - Endimi latent

- Caravaggio: 3 teles:

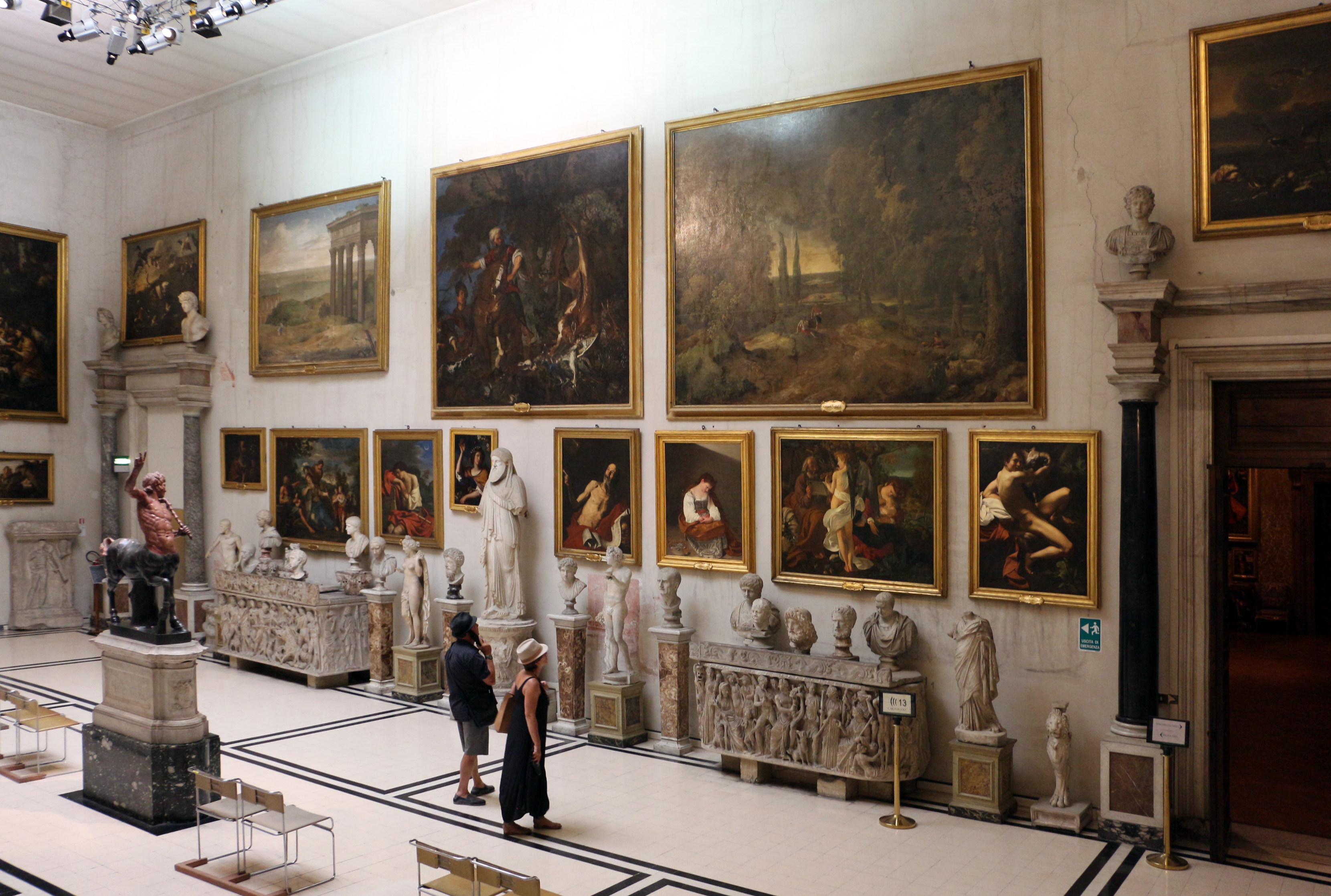
Vista d'una de les habitacions, sobretot amb la penitent Maria Magdalena de Caravaggio.

  - Descans en la fugida a Egipte (1598-1599)
  - Madeleine penedida (1598-1599)
  - Sant Joan Baptista (c. 1602)
- Ticià: Salomé o Judit amb el cap d'Holofernes (1515)
- Raffaello Sanzio: Doble retrat d'Andrea Navagero i Agostino Beazzano
- Giorgio Vasari: Baixada de la creu
- Diego Velázquez: retrat d'Innocenci X
- Pieter Brueghel el Vell: Batalla naval al golf de Nàpols
- Parmigianino:
  - La Mare de Déu i el Nen
  - La Nativitat
- Fra Filippo Lippi: Anunciació (1443)
- Domenico Zampieri: Suzanne i els vells (1603)
- Mattia Preti: L'homenatge de la moneda (1645)
- Salvator Rosa: Marina amb arc rocós (1661-1662)
- José de Ribera: Sant Jeroni i la trompeta del judici final (1629)
- Sebastiano del Piombo: Retrat d'Andrea Doria (1526)
- Hans Memling: Baixada de la creu (entre 1480-1490)